# اوریو نیکانن
اوریو نیکانن (فنلاندی: Yrjö Nikkanen؛ ۳۱ دسامبر ۱۹۱۴ – ۱۸ نوامبر ۱۹۸۵) پرتاب‌گر نیزه اهل فنلاند بود.
وی در مسابقات کشوری و بین‌المللی در مجموع برندهٔ ۳ مدال نقره شده‌است.